# Conférence européenne de l'aviation civile
La Commission européenne de l'aviation civile ou Conférence européenne de l'aviation civile (CEAC, sigle anglais ECAC) est une organisation européenne œuvrant à l'harmonisation de l'aviation civile en Europe. L'organisation a été fondée en 1955 et compte 44 États membres.